# 杨芳 (清朝将领)
杨芳（1770年—1846年），字诚村，贵州松桃（今松桃苗族自治县）人，清朝中期将领，因鎮壓白蓮教起義發跡。先後歷任总兵、嘉慶二十年（1815），擢升甘肅提督，道光初年歷任直隸提督、湖南提督、固原提督等要職。先後晉二等侯，加太子少傅
鎮壓白蓮教起義
杨芳少年投军为文书，杨遇春推荐他做了将校。
嘉慶二年（1797），隨額勒登保清剿白蓮教起義，敗張漢潮於南漳（今屬湖北），賜花翎。轉戰四川、陝西，为斥候侦骑，深入探查敵情地勢，額勒登保連破義軍，賴其嚮導之力。
嘉慶四年（1799），殲滅冷天祿於人頭堰。大軍追擊餘部，楊芳以九騎前行，至石筍河，見義軍數千爭渡，後逼陡崖，左右無路，楊芳遣二騎回報，自率七騎大呼馳下，義軍驚潰，陷入洲中，先渡者沒有機會回救。五舟離岸，義軍蟻附，舟重，每發一矢覆一舟，五發五覆。不久，楊遇春、穆克登布至，浮馬渡，追殲義軍，軍中稱為奇捷。連擢平遠營都司、下江營遊擊、兩廣督標參將。
嘉慶五年（1800），楊開甲、張天倫直取雒南（今陝西洛南），楊芳以千騎扼東路，繞出敵前。義軍折返向西，楊芳在黎明的時候追及，見馬跡中積水猶在，急馳之。甫轉山灣，見敵軍擁塞平川，楊芳率數十騎衝突，後騎至，乘勢蹂躪，義軍倉卒奔潰，擒斬無算。賜號誠勇巴圖魯，擢廣西新泰協副將。
后任总兵、提督。嘉庆十八年（1813年），随那彦成镇压林清、李文成天理教之变。道光六年（1826年），杨芳到新疆，参与平定张格尔之乱，楊芳一路窮追猛打，生俘张格尔。道光十八年正月十四，由湖南镇镇总兵官升任廣西提督。道光十八年正月十七（1838年2月11日），同湖南提督互调。楊芳久歷戎行，身經百戰，威震西北。道光二十年（1840年），鸦片战争爆发，杨芳随参赞大臣奕山赴广东迎敌。當時楊芳已七十二歲，曾主張剿撫並用，但戰意不濃。一說楊芳下令士兵四處徵集裝滿糞便的馬桶，用陰門陣对抗英国军舰，被時人所嘲笑。英军相繼攻占凤凰岗炮台、永靖炮台、西炮台、海珠炮台等。杨芳開始私自与英军讲和停战、重开贸易。另一方面，他一再謊報軍情，飾敗為勝，誤導朝廷對戰爭局勢的判斷。清軍一敗再敗，最後楊芳请求道光批准英国通商。三月初三日奉旨：“楊芳、怡良均革職留任。”不久，回任湖南提督，再以老病開缺回鄉。